# Bålsjön, Småland
Bålsjön är en sjö i Nässjö kommun i Småland och ingår i Motala ströms huvudavrinningsområde. Sjön har en area på 0,0742 kvadratkilometer och ligger 208 meter över havet. Sjön avvattnas av vattendraget Vibäckabäcken.

## Delavrinningsområde
Bålsjön ingår i det delavrinningsområde (641302-144289) som SMHI kallar för Mynnar i Hyllingen. Avrinningsområdets medelhöjd är 233 meter över havet och ytan är 40,28 kvadratkilometer. Det finns inga delavrinningsområden uppströms utan avrinningsområdet är högsta punkten. Vibäckabäcken som avvattnar avrinningsområdet har biflödesordning 3, vilket innebär att vattnet flödar genom totalt 3 vattendrag innan det når havet efter 199 kilometer. Delavrinningsområdet består mestadels av skog (60 procent) och jordbruk (26 procent). Avrinningsområdet har 0,17 kvadratkilometer vattenytor vilket ger det en sjöprocent på 0,4 procent. Bebyggelsen i området täcker en yta av 0,32 kvadratkilometer eller 1 procent av avrinningsområdet.